# 사이이다 루콰이야 모스크

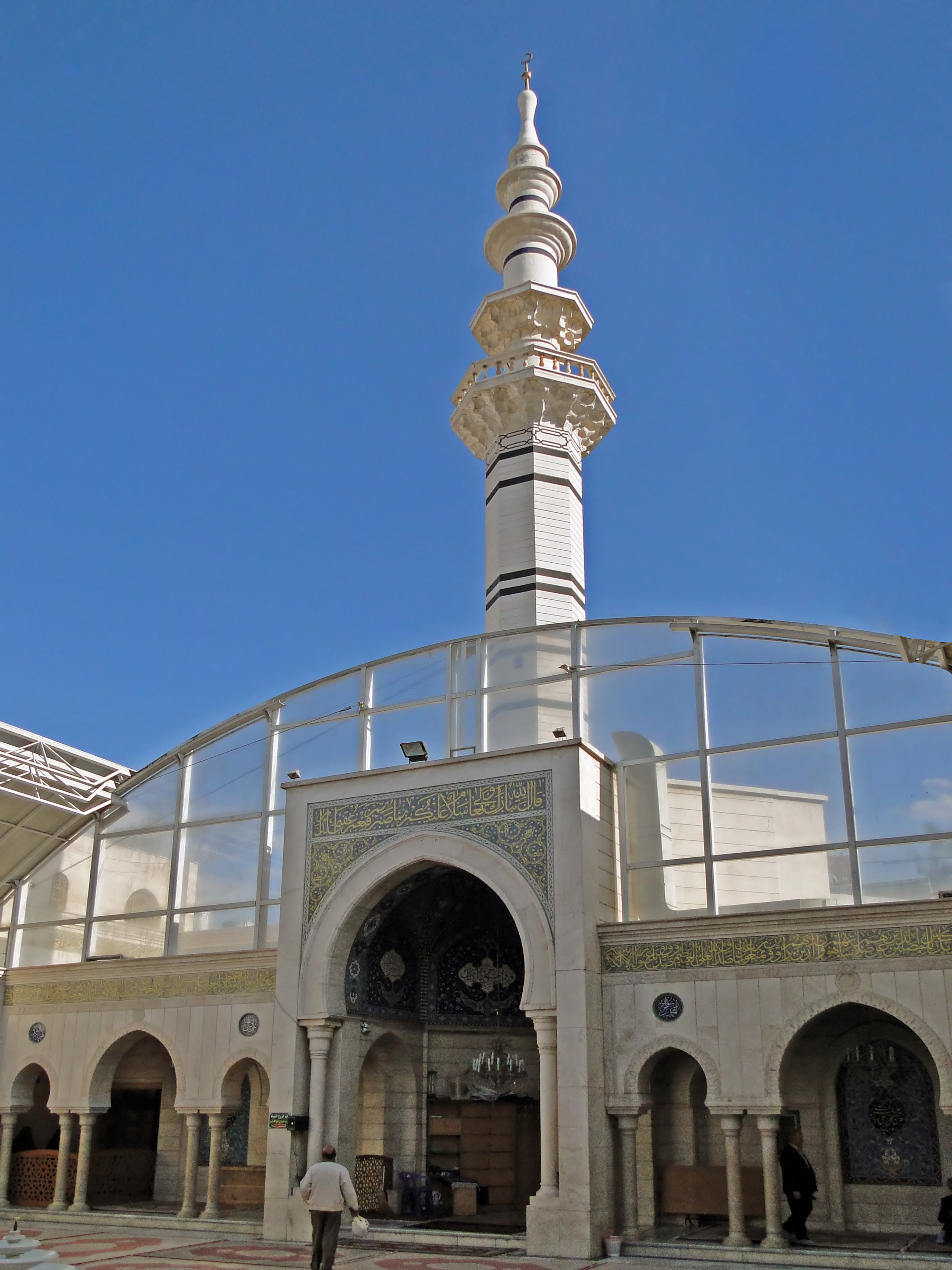
모스크의 전경

사이이다 루콰이야 모스크(Sayyidah Ruqayya Mosque, مسجد السيدة رقية) 또는 이란 사원은 시리아 다마스쿠스에 위치한 시아파 무슬림들의 사원이다. 푸른빛의 타일과 거울로 장식되었다. 사이이다 '루콰이야'(Ruqayya)로 불리는 시아파 순교자 후사인 이븐 알리의 딸을 위한 묘소로 만들어졌다. 이란 사원답게 여자와 남자가 기도홀이 다르고, 차도르를 입어야 들어갈 수 있다.

## 같이 보기
- 시리아의 종교

## 참고 문헌
- 이 문서에는 다음커뮤니케이션(현 카카오)에서 GFDL 또는 CC-SA 라이선스로 배포한 글로벌 세계대백과사전의 "이란사원" 항목을 기초로 작성된 글이 포함되어 있습니다.